# Sven Daltjärnen
Sven Daltjärnen är en sjö i Arvidsjaurs kommun i Lappland och ingår i Skellefteälvens huvudavrinningsområde. Sjön har en area på 0,116 kvadratkilometer och ligger 404,5 meter över havet.

## Delavrinningsområde
Sven Daltjärnen ingår i det delavrinningsområde (725862-166629) som SMHI kallar för Inloppet i Norra Kvarnträsket. Medelhöjden är 414 meter över havet och ytan är 10,14 kvadratkilometer. Det finns inga avrinningsområden uppströms utan avrinningsområdet är högsta punkten. Petikån som avvattnar avrinningsområdet har biflödesordning 2, vilket innebär att vattnet flödar genom totalt 2 vattendrag innan det når havet efter 144 kilometer. Avrinningsområdet består mestadels av skog (70 procent). Avrinningsområdet har 1,45 kvadratkilometer vattenytor vilket ger det en sjöprocent på 14,3 procent.